# Nycteola polycyma
Nycteola polycyma är en fjärilsart som beskrevs av Turner 1903. Nycteola polycyma ingår i släktet Nycteola och familjen trågspinnare. Inga underarter finns listade i Catalogue of Life.